# Sacha Baron Cohen
Sacha Baron Cohen (13. listopada 1971.) je britanski komičar i glumac židovskog podrijetla napoznatiji po svojim satiričnim likovima, među kojima se ističu Ali G (MC i sitni kriminalac iz Stainesa), Borat (kazahstanski reporter) te Brüno (austrijski modni TV reporter).
Zbog izražene satire pa i otvorenog ismijavanja pojedinih osoba na nacionalnoj, vjerskoj, državnoj, seksualnoj i drugoj osnovi koje kroz svoje likove Cohen često koristi, njegovi nastupi rijetko koga ostavljaju ravnodušnim: ili se radi oduševljenom prihvaćanju ili o bijesu i oštroj kritici njegovih djela. Posebno često na njegove radove oštro reagiraju pripadnici konzervativnih, državnih ili crkvenih krugova koje Cohen 'potkači' svojim nastupima.

## Karijera
Godine 1994. britanski Channel 4 tražio je zamjenu za voditelja emisije The Word. Cohen im je poslao video kazetu na kojoj glumi izmišljeni lik TV voditelja Krista iz Albanije (koji je kasnije postao Borat iz Kazahstana) i to se svidjelo jednom od producenata emisije, koji ga je zapamtio i zaposlio čim se ukazala prilika.
Uskoro je lik Ali G započeo pojavljivanje u Dnevniku u 11 na Channel 4. Godine 2000. počinje serija Da Ali G Show koja je 2001. godine osvojila BAFTA nagradu za najbolju komičnu seriju na televiziji. Godine 2002. Ali G je bio glavni lik filma Ali G u parlamentu, a 2003. serija započinje svoje emitiranje u SAD-u.
Dana 3. studenog 2006. u kinima počinje prikazivanje filma Borat: učenje o amerika kultura za boljitak veličanstveno država Kazahstan u kojem glavnu ulogu igra Sacha Cohen kao Borat Sagdijev, reporter iz Kazahstana.

## Najpoznatija djela
- Ali G u parlamentu (cjelovečernji film, 2002.)
- Da Ali G Show (TV serija, 2003. – 2004.)
- Borat: učenje o amerika kultura za boljitak veličanstveno država Kazahstan (cjelovečernji film, 2006.)
- Brüno (cjelovečernji film, 2009.)
- Diktator (cjelovečernji film, 2012.)
- The Brothers Grimsby (cjelovečernji film, 2016.)